# Indentação
Em ciência da computação, indentação (recuo, neologismo derivado da palavra em inglês indentation) é um termo aplicado ao código fonte de um programa para ressaltar ou definir a estrutura do algoritmo.
Na maioria das linguagens de programação, a indentação é empregada com o objetivo de ressaltar a estrutura do algoritmo, aumentando assim a legibilidade do código. Em algumas linguagens, entretanto, a indentação é obrigatória. Python, Occam e Haskell, por exemplo, utilizam a mudança de indentação para definir a hierarquia dentre blocos de código.
Mesmo para uma única linguagem de programação, podem existir diversos estilos de indentação. Todos eles têm em comum, entretanto, o conceito de que blocos de código dependentes de um comando, declaração ou definição devem ser identificados por um aumento no nível de indentação. Isto é, o espaçamento que antecede o código de cada linha deve ser aumentado com relação ao comando, declaração ou definição que o antecede.

## Exemplo
Um exemplo do emprego de indentação em C.
| Código em C com indentação: if (unlikely(prev->policy == SCHED_RR)) if (!prev->counter) { prev->counter = NICE_TO_TICKS(prev->nice); move_last_runqueue(prev); } switch (prev->state) { case TASK_INTERRUPTIBLE: if (signal_pending(prev)) { prev->state = TASK_RUNNING; break; } default: del_from_runqueue(prev); } prev->need_resched = 0; | O mesmo código, sem indentação: if (unlikely(prev->policy == SCHED_RR)) if (!prev->counter){ prev->counter = NICE_TO_TICKS(prev->nice); move_last_runqueue(prev); } switch (prev->state){ case TASK_INTERRUPTIBLE: if (signal_pending(prev)){ prev->state = TASK_RUNNING; break; } default: del_from_runqueue(prev); } prev->need_resched = 0; |